# انشه
انشه (به مجاری: Enese) یک شهرداری در مجارستان است که در ناحیه دیور واقع شده‌است. انشه ۱۹٫۸۹ کیلومتر مربع مساحت و ۱٬۷۴۲ نفر جمعیت دارد.